# Królewszczyzna

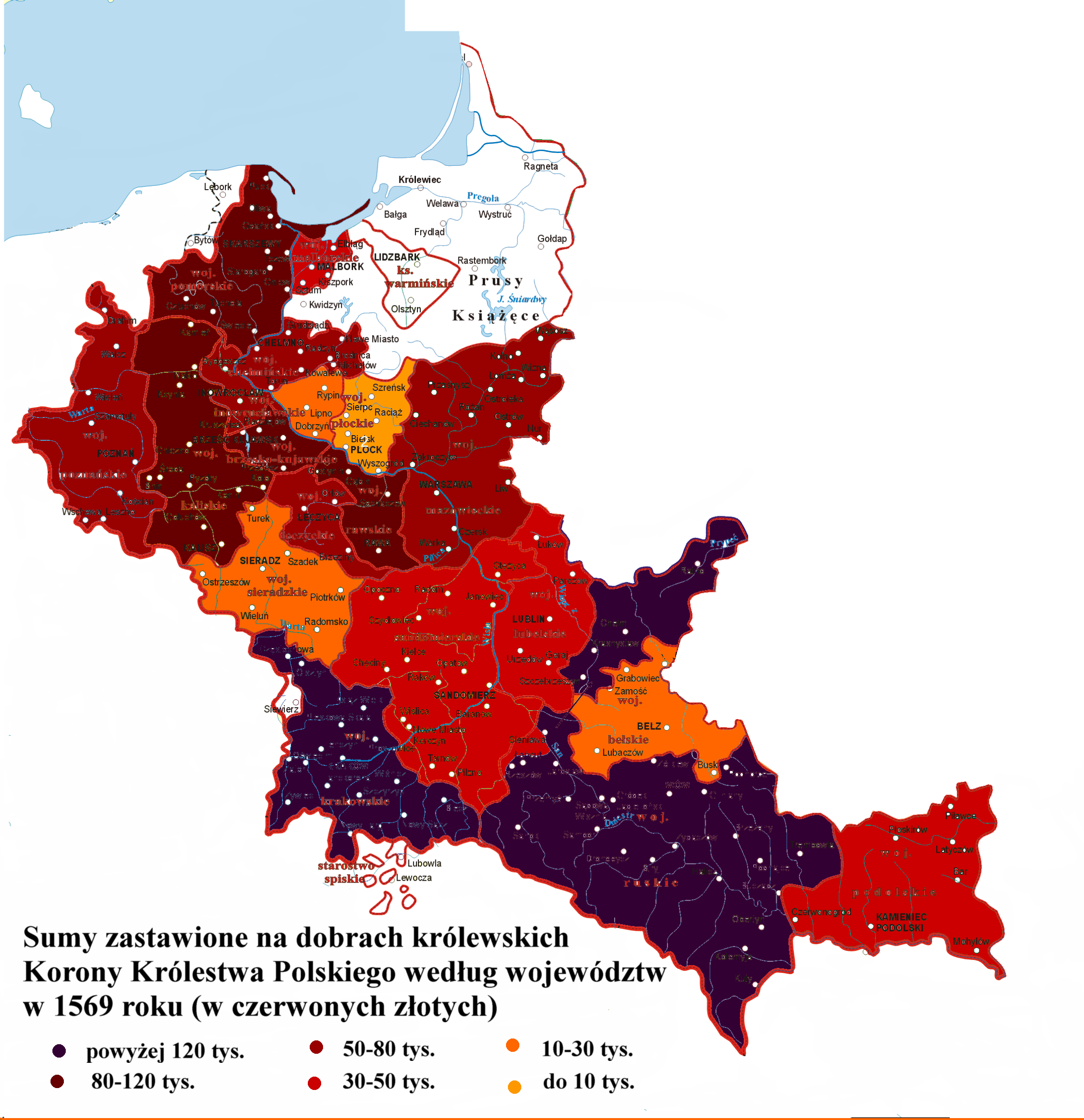
Sumy zastawione na dobrach królewskich
Korony Królestwa Polskiego według województw w 1569 roku (w czerwonych złotych)

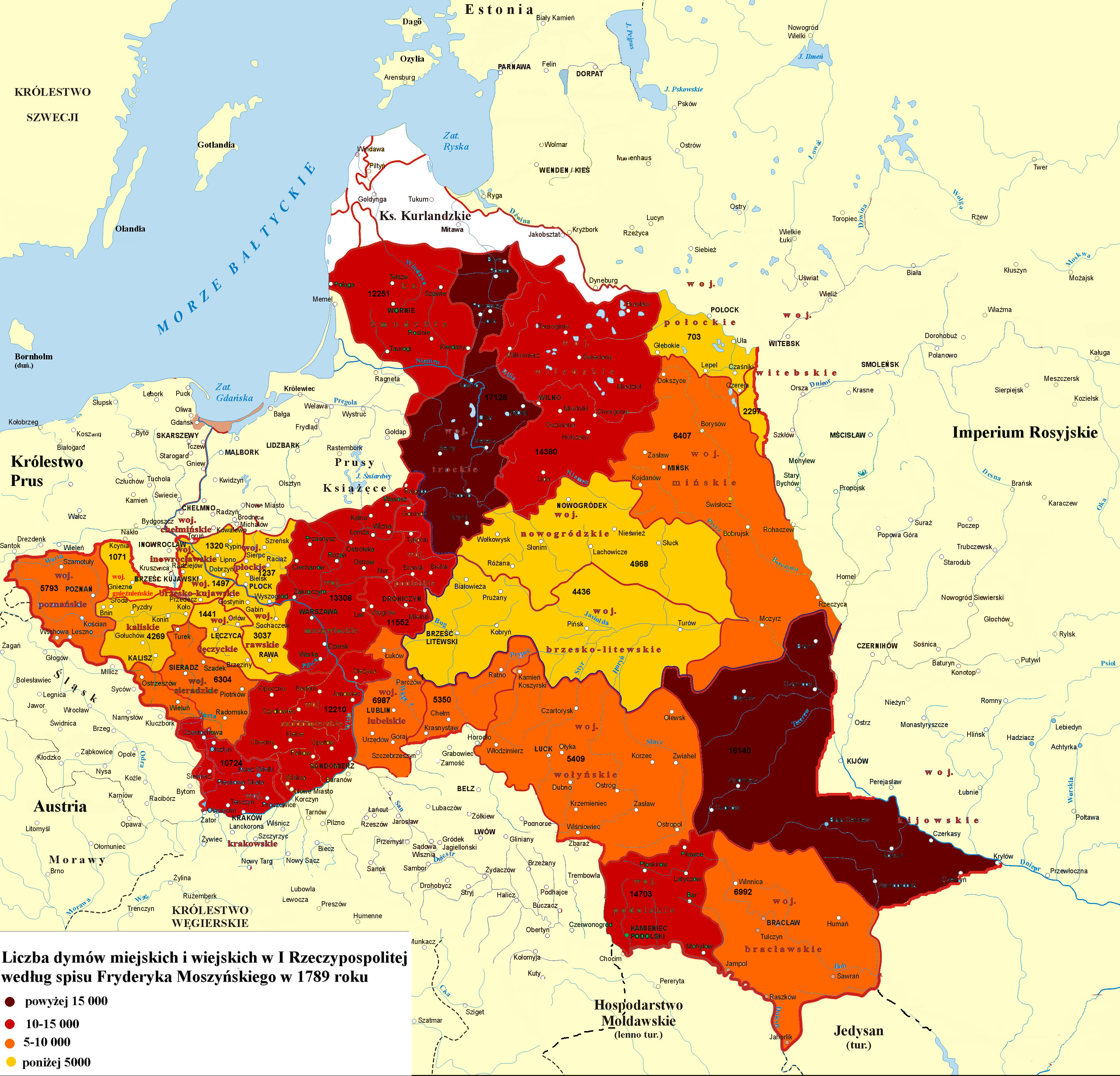
Liczba dymów miejskich i wiejskich (gospodarstw domowych) w królewszczyznach I Rzeczypospolitej, według spisu statystycznego Fryderyka Moszyńskiego w 1789 roku

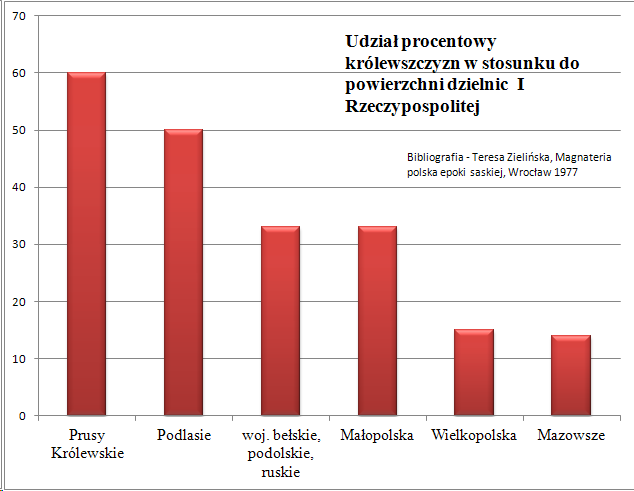
Procentowy udział królewszczyzn w stosunku do powierzchni dzielnic I Rzeczypospolitej

Królewszczyzna (królewszczyzny, domena królewska, dobra królewskie) – ziemie będące własnością (dominium) monarchy, istniały we wszystkich monarchiach europejskich.

## I Rzeczpospolita
W Rzeczypospolitej od XVI wieku do czasu rozbiorów były to dobra państwowe, następnie zostały przejęte przez trzy państwa zaborcze (m.in. jako dobra kameralne, dobra rządowe).
W ich skład wchodziło wiele majątków ziemskich oraz miast w całym kraju jako spuścizna dynastii Piastów.
W Polsce brak ciągłej dynastii panującej od XVI wieku ułatwiał późniejsze nieprzemyślane rozdawnictwo i bezprawne, wbrew konstytucjom sejmu w Piotrkowie (1504) zakazującym zastawiania bądź rozdawania bez zgody sejmu, użytkowanie i przetrzymywanie królewszczyzn przez wpływową szlachtę i magnaterię.
Już wcześniej, bo od XV w., królowie często oddawali je w zastaw, np. Władysław Warneńczyk zaciągał gigantyczne pożyczki na wojnę masowo zastawiając królewszczyzny, przekazywano je także jako darowizny wpływowej szlachcie, zwłaszcza możnym i magnaterii, np. w celu uzyskania ich poparcia. W 1505 roku król Aleksander I Jagiellończyk oddał niektóre królewszczyzny w ziemi chełmińskiej miejscowemu biskupstwu (Papowo Biskupie).
Kontrowersyjne (niesprawiedliwe) rozdawnictwo królewszczyzn powodowało czasem wielkie niepokoje podczas sejmów (np. w XVII wieku).
Królewszczyzny, poddane egzekucji, mogłyby stanowić teoretycznie ok. 15-20% ziem Rzeczypospolitej Obojga Narodów, w praktyce mimo licznych reform (1562, 1563, 1589–1590, w XVII w. zanikł ruch odzyskiwania królewszczyzn – przeważyła złota wolność do 1775) do ich pełnego podporządkowania przez monarchę nigdy nie doszło i większość z tych terenów w rzeczywistości kontrolowana była przez magnaterię i wpływową szlachtę (zarządca miał tytuł starosty niegrodowego).
Formalnie, według prawa, od końca XVI w. (1589–1590) królewszczyzny dzieliły się na ekonomie (zwane także dobrami stołowymi lub dobrami stołu królewskiego, łac. bona mensae regiae), których dochody były kierowane do skarbu nadwornego (prywatnego skarbu królewskiego, w odróżnieniu od skarbu państwowego), przeznaczonego na zaspokojenie potrzeb monarchy i jego dworu, oraz na starostwa i inne dobra wydzierżawiane lub nadawane w dożywocie szlachcie jako „chleb dobrze zasłużonych” (łac. panis bene merentium). Część dóbr stołowych, przeznaczonych na osobiste wydatki króla, była także nieraz wydzierżawiona szlachcie (i nielegalnie przetrzymywana przez nią).
Do największych ekonomii w XVII-XVIII w. należały w Koronie:
- Malbork,
- Krakowskie wielkorządy[10] (dobra królewskie zarządzane przez wielkorządcę) z Niepołomicami
- Sambor (ekonomia samborska),
- Humańszczyzna (obejmowała cztery klucze: Humań, Hołowaniewskie, Bohopol, Chaszczowatę)

w Wielkim Księstwie Litewskim:
- Grodno
- Mohylew.

Do niedawna w historiografii uważało się, że sytuacja chłopa w królewszczyznach była zwykle lepsza od tej w dobrach szlacheckich, gdyż wiele praw i przywilejów szlacheckich zwiększających pańszczyznę i inne obciążenia nie było stosowanych w królewszczyznach. Jednak najnowsze badania przeprowadzone nad procesem oddawania się w poddaństwo pokazują, że największym powodzeniem cieszyły się majątki szlacheckie składające się z jednej do kilku wiosek. W Wielkopolsce dotyczyło to 60% wszystkich wypadków oddawania się w poddaństwo, podczas gdy tylko 1% aktów dotyczył królewszczyzn. Być może więc powszechnie wypowiadane przez historyków sądy, że chłopom najlepiej powodziło się w królewszczyznach nie odpowiadają prawdzie.
W 1775 r. przeprowadzono „emfiteutyczną reformę starostw i królewszczyzn”, co oznaczało, że odtąd oddawano je w dzierżawę nie na dożywocie, ale na 50 lat, i to tym, którzy zapewniali najwyższy czynsz. Dzierżawy te mogły przechodzić w tym czasie na spadkobierców.
Sejm Czteroletni podjął uchwałę o wystawieniu na sprzedaż ziem królewskich. Po rozbiorach przeszły na własność państw zaborczych.

### Ruch egzekucyjny a królewszczyzny
Pod koniec XVI wieku Ruch egzekucyjny, czyli stronnictwo niższej i średniej szlachty wraz z niektórymi magnatami, postulował wymuszenie zwrotu tychże dóbr królowi, dla uzupełnienia skarbu prawnie należnymi środkami, czyli restaurację królewszczyzn.
Stronnictwo popierane przez kanclerza Jana Zamoyskiego postawiło sobie za cel wzmocnienie króla poprzez „egzekucję praw”, hasło „egzekucji dóbr” dotyczyło zmuszenie zwrotu królewszczyzn królowi. W 1562 r. sejm uchwalił egzekucję dóbr królewskich (w 1563 r. zatwierdzone przez króla), nie objęła jednak ona ziem Wielkiego Księstwa Litewskiego (dobra hospodarskie – wielkoksiążęce) wobec sprzeciwu litewskich magnatów. Dochody otrzymywane z rewindykowanych królewszczyzn pozwoliły m.in. na utworzenie wojska kwarcianego.